# Erythronium pusaterii
Erythronium pusaterii ist eine Pflanzenart aus der Gattung der Zahnlilien (Erythronium) in der Familie der Liliengewächse (Liliaceae).

## Merkmale
Die Zwiebeln sind 40 bis 60 Millimeter groß und mehr oder weniger eiförmig. Die Blätter sind 10 bis 35 Zentimeter lang. Die Blattspreite ist lanzettlich und grün. Der Blattrand ist mehr oder weniger stark gewellt. Der Schaft ist 12 bis 40 Zentimeter lang. Der Blütenstand ist ein- bis achtblütig. Die Blütenblätter sind 25 bis 45 Millimeter groß und lanzettlich. Sie sind weiß gefärbt, die untere Hälfte bis zwei Drittel sind hell gelb. Mit der Zeit verfärben sie sich blassrosa. Sie sind an ihrer Basis geöhrt. Die Staubblätter sind 8 bis 15 Millimeter groß. Die Staubfäden sind schlank und weißlich, die Staubbeutel sind gelb. Die Griffel sind 7 bis 10 Millimeter groß und ebenfalls weißlich. Die Narbe ist mehr oder weniger ungelappt oder weist Lappen auf, die weniger als 1 Millimeter lang sind. Die Kapseln sind 2 bis 4 Zentimeter lang und verkehrt-eiförmig.
Die Blütezeit liegt im späten Frühling von April bis Mai.

## Vorkommen
Erythronium pusaterii ist nur aus Kalifornien aus dem Tulare County in der südlichen Sierra Nevada bekannt. Die Art wächst in Wiesen, offenen Wäldern und auf Geröllhalden in Höhenlagen von 2100 bis 2500 Meter.